# Ширококутна камера 3

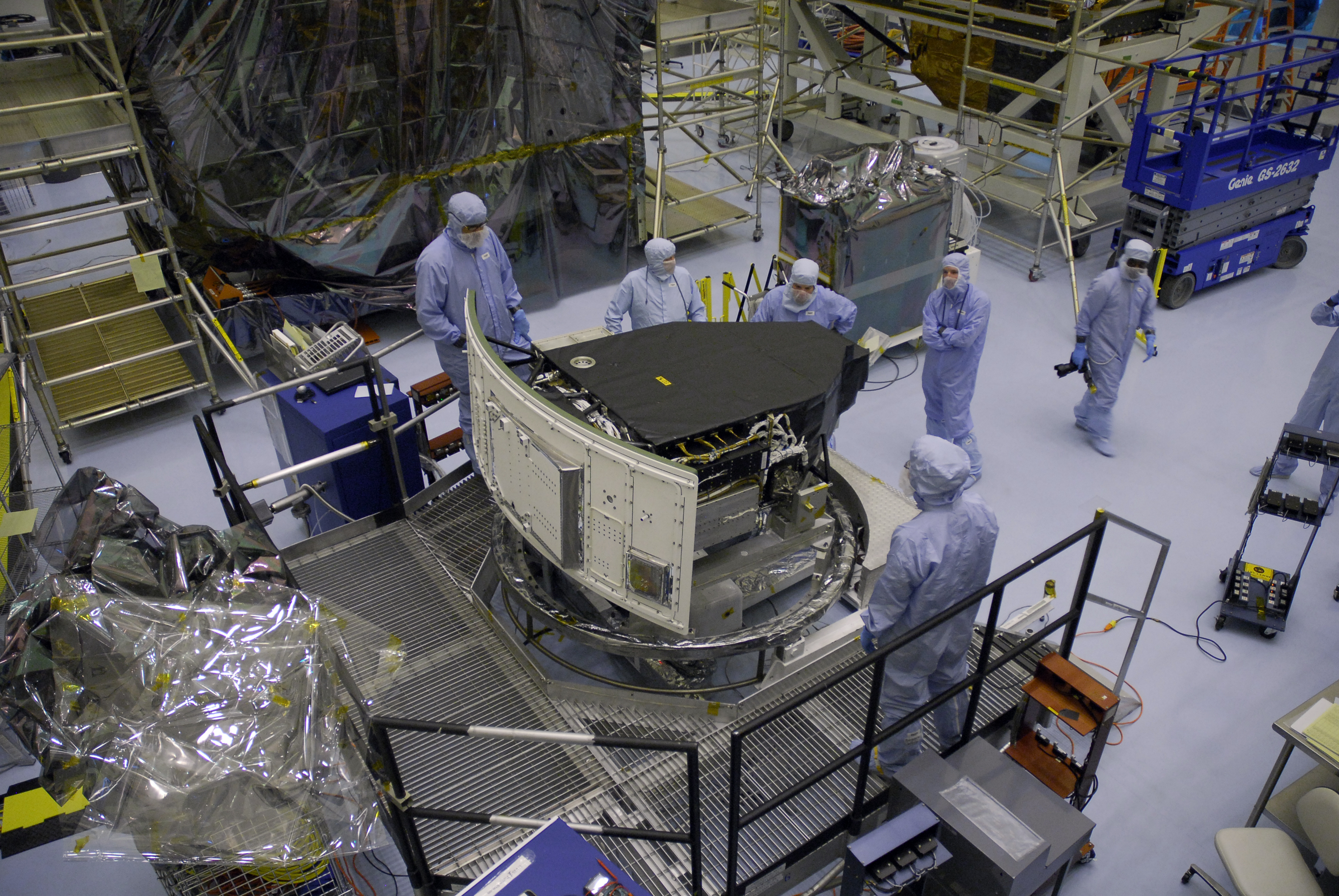
Ширококутова камера 3 готується до запуску на борту STS-125

Ширококутна камера 3 (англ. Wide Field Camera 3 (WFC3)) — це один із найсучасніших інструментів телескопа Габбл, який допомагає отримувати чіткі зображення Всесвіту. Вона працює у видимому світлі, тобто в тому діапазоні, який сприймає людське око. Це означає, що знімки, зроблені цією камерою, показують космос так, як ми могли б його побачити, якби змогли опинитися в далекому космосі. Ця камера була встановлена під час останньої місії технічного обслуговування телескопа Габбл — STS-125. 14 травня 2009 року астронавти НАСА вийшли у відкритий космос і замінили стару камеру Wide Field and Planetary Camera 2 на нову, більш потужну WFC3. Завдяки цьому телескоп отримав змогу робити ще якісніші фотографії далеких галактик, туманностей і навіть планет Сонячної системи.

## Характеристики

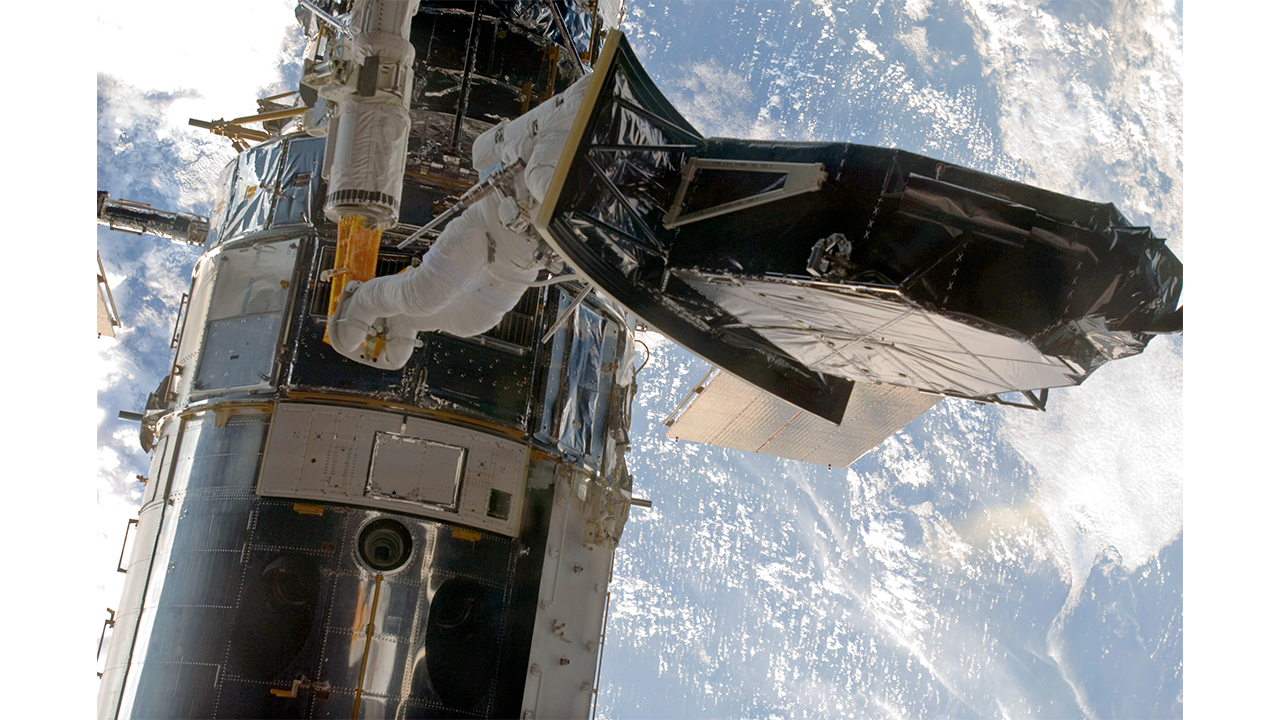
Астронавт Ендрю Фостел допомагає встановлювати WFC3 під час виходу у відкритий космос 14 травня 2009

Ця камера — один із головних наукових інструментів космічного телескопа Габбл. Вона може фотографувати космічні об'єкти у дуже широкому діапазоні довжин хвиль світла — від ультрафіолетового до ближнього інфрачервоного. Завдяки цьому камера дозволяє вивчати як гарячі зорі, так і холодніші об'єкти, такі як туманності або далекі галактики. Пристрій складається з двох окремих каналів — один реєструє світло в ультрафіолетовому та видимому діапазоні, а другий працює з інфрачервоним випромінюванням. Ультрафіолетово-оптичний канал має дві високочутливі матриці (подібні до сенсорів у фотоапаратах, але значно потужніші). Він може бачити світло від 200 до 1000 нанометрів, що охоплює ультрафіолетові, видимі та частково ближні інфрачервоні промені. Завдяки цьому можна отримувати деталізовані зображення галактик, зоряних скупчень та навіть планет. Інфрачервоний канал дозволяє спостерігати в діапазоні 800—1700 нанометрів. Це допомагає астрономам досліджувати найвіддаленіші куточки Всесвіту, оскільки інфрачервоне світло краще проходить крізь космічний пил і може показати об'єкти, які важко помітити в інших діапазонах.
Камера має дуже велике поле зору, тобто може охопити значний шматок неба за один знімок. Оптичний канал захоплює ділянку, яка становить близько 8,5 % видимого діаметра Місяця, а один піксель відповідає крихітному шматочку неба розміром 0,04 кутової секунди (це приблизно, як розглядати монету з відстані кількох кілометрів). Інфрачервоний канал має трохи менше поле зору, але значно більше, ніж попередній інфрачервоний інструмент на Габблі. Завдяки цій камері вчені можуть отримувати унікальні зображення далеких галактик, туманностей і зоряних скупчень із високою роздільною здатністю. Вона також допомагала підготуватися до запуску космічного телескопа Джеймса Вебба, який спеціалізується на дослідженні Всесвіту в інфрачервоному світлі.
Обидва канали камери оснащені спеціальними фільтрами, які можуть вибірково пропускати або широкий, або вузький діапазон світла. Крім того, камера має особливі оптичні елементи – призми та гризми. Гризми — це поєднання призми та дифракційної ґратки, які дозволяють отримувати спектри об'єктів із низькою роздільною здатністю. Це дуже корисно для масштабних оглядів неба, коли важливо швидко отримати спектральну інформацію про велику кількість джерел. Оптичний канал працює у видимому діапазоні — від 380 до 780 нанометрів, що охоплює всі кольори, які бачить людське око. Але окрім цього, він може реєструвати ультрафіолетове світло до 200 нанометрів.
Інфрачервоний канал був спеціально налаштований так, щоб не сприймати випромінювання з довжиною хвилі понад 1700 нанометрів. Для порівняння, його попередник NICMOS міг фіксувати світло аж до 2500 нанометрів. Обмеження діапазону роботи пов'язане з тим, що сам космічний телескоп Габбл має відносно високу температуру. Якби камера реєструвала довші хвилі, зображення могло б бути зіпсоване тепловим випромінюванням самого телескопа. Завдяки цьому обмеженню WFC3 використовує термоелектричне охолодження і не потребує рідкого азоту чи інших кріогенних рідин для роботи.
Камера WFC3 частково створена з використанням деталей від старих приладів. Її конструкція базується на першій ширококутній камері Wide Field and Planetary Camera (WFPC), яка була встановлена на телеском Габбл ще під час його запуску. А вузол із фільтрами взяли саме з цієї камери. Коли у грудні 1993 року під час місії STS-61 її замінили на оновлену Wide Field and Planetary Camera 2 (WFPC2), деякі її компоненти зберегли для подальшого використання.

## Історія

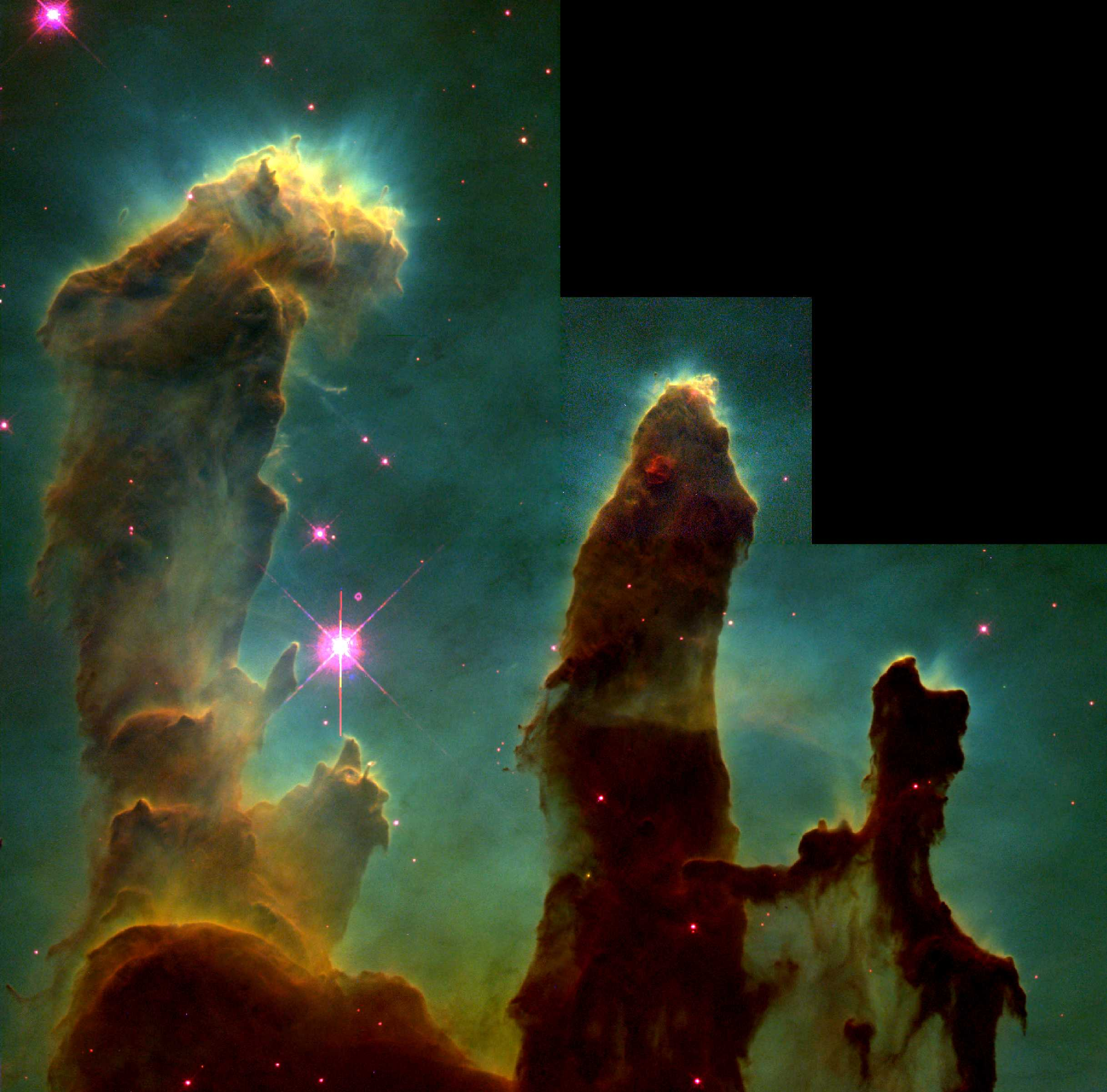
Зображення Стовпів Творіння зробленою старою камерою WFC2

Історія камери WFC3 почалася влітку 1998 року, коли її розробка була офіційно запланована. Проєкт реалізувала команда досвідчених інженерів і вчених з різних організацій, під керівництвом фахівців Центру космічних польотів імені Ґоддарда в Мериленд. Основні роботи зі створення камери проводилися саме в цьому центрі та в компанії Ball Aerospace & Technologies в Колорадо, а деякі деталі виготовляли підрядники з різних частин США та Великої Британії.

Зображення Стовпів Творіння зробленою новою камерою WFC3

Першочергово запуск камери WFC3 був запланований на 14 жовтня 2008 року разом з місією STS-125, але через необхідність додаткових ремонтних робіт на космічному телескопі Габбл його довелося відкласти. Місію перенесли на 11 травня 2009 року, і вже 14 травня астронавти Джон Мейс Грансфелд і Ендрю Фойстел успішно встановили WFC3 на телескоп. Цей етап став важливим кроком у модернізації телескопа, адже нова камера значно підвищила можливості Габбла щодо спостережень у різних діапазонах світла.
WFC3 і Стовпи Творіння
У 2015 році, на честь 25-ї річниці запуску космічного телескопа Габбл, астрономи створили нову, значно більш детальну і високої роздільної здатності фотографію Стовпів Творіння. Це зображення, представлене в січні 2015 року на засіданні Американського астрономічного товариства в Сіетлі, було зроблено за допомогою камери Wide Field Camera 3 (WFC3), яка була встановлена на телескопі в 2009 році. Для отримання цієї захоплюючої фотографії використовувалися знімки в ближньому інфрачервоному та видимому світлі. Це дозволило вченим отримати більш чітке і детальне уявлення про одну з найбільш відомих і вражаючих частин Туманності Орла. Для порівняння, попереднє зображення цієї ж ділянки неба було зроблене ще в 1995 році з використанням старішої камери WFPC2, яка не мала таких можливостей для отримання деталізованих знімків.
2015 рік і далі
8 січня 2019 року WFC3 зазнала апаратної проблеми, через що на борту телескопа Габбл комп'ютер тимчасово призупинив роботу з цією камерою, хоча інші інструменти телескопа продовжували функціонувати. НАСА пізніше уточнило, що проблема була пов'язана з програмним забезпеченням, і вже 17 січня 2019 року інструмент було успішно повернуто до нормального стану, що дозволило відновити роботу камери.